# أنيتا ماتي
أنيتا ماتي (بالرومانية: Aneta Matei-Sieburg)‏ هي مجدفة رومانية، ولدت في 15 يونيو 1948 في تيميشوارا في رومانيا.

## وصلات خارجية
- أنيتا ماتي على موقع الاتحاد الدولي للتجديف (الإنجليزية)
- أنيتا ماتي على موقع الاتحاد الدولي للتجديف (الإنجليزية)
- أنيتا ماتي على موقع اللجنة الأولمبية الدولية (الإنجليزية)
- أنيتا ماتي على موقع أوليمبيديا (الإنجليزية)
- أنيتا ماتي على موقع اللجنة الأولمبية الرومانية (الرومانية)